# Aérospatiale SA315B Lama
El Aerospatiale SA315B Lama (‘llama' en francés) es un helicóptero monomotor desarrollado por Aerospatiale para operar a elevadas alturas y condiciones cálidas. Combina el fuselaje del Alouette II con la mecánica del Alouette III. India obtuvo la licencia para fabricarlo con el nombre de Cheetah.

## Diseño y desarrollo
El diseño del SA315B Lama comenzó a finales de 1968 para satisfacer las necesidades del ejército indio, y el primer prototipo voló el 17 de marzo de 1969. La certificación francesa llegó el 30 de septiembre de 1970. Durante los vuelos de ensayo en 1969 llevando dos tripulantes y 140 kg de combustible realizó los aterrizajes y despegues más altos realizados, siendo éstos a una altitud de 7500 m (24 000 pies). Los encargos comenzaron a entregarse a mediados de 1971.
Como el resto de la serie de Alouette, el Lama puede desarrollar muy diferentes misiones, como por ejemplo, transporte ligero de pasajeros o tareas agrícolas. Las versiones militares incluyen dispositivos necesarios para fotografía, observación, rescate aire-mar, transporte y servicios de ambulancia.
Al no tener la cola carenada, ayuda a girar más rápidamente ya que el flujo de aire pasa por dentro, cosa que es muy útil en tareas de fumigación.
Dispone de un rotor principal de tres palas y un rotor antipar situado en la cola. Todas las palas están construidas en material metálico y son de cuerda constante. El rotor es del tipo articulado (tiene libertad de movimiento en batimiento y en arrastre), y tiene un sistema de cambio de paso hidráulico. El freno rotor es opcional.
La cabina de vidrio tiene un refuerzo ligero de metal. El resto del fuselaje tiene una estructura basada en tubos de acero formando estructuras triangulares. El puro o cono de cola es de tipo reticular.
El tren de aterrizaje es de patines, y además dispone de ruedas retráctiles para facilitar la maniobrabilidad en tierra. Se le puede equipar con tren de aterrizaje de flotadores para operaciones en agua, y además dispone de flotadores de emergencia que pueden ser inflados en cualquier momento en el aire.
En la cabina de vidrio están sentados delante lado a lado el piloto y un pasajero y detrás de ellos otros tres pasajeros. Las carga útil puede ser de hasta 1000 kg. Puede ser equipado para rescate, observación, entrenamiento, agricultura, fotografía, ambulancia y otras misiones. En misión de ambulancia puede transportar dos camillas internas y un médico.

## Variantes
HAL Cheetah
Version del SA315B Lama fabricada en India mediante licencia.
HAL Lancer
Una versión mejorada del Cheetah.
HB 315B Gaviao
La versión Brasileña fabricada bajo licencia del SA315B Lama.

## Especificaciones
Referencia datos: Amilarg

### Características generales
- Tripulación: 1 piloto
- Capacidad: 4 pasajeros
- Longitud: 10,3 m (33,7 ft)
- Diámetro rotor principal: 11 m (36,2 ft)
- Altura: 3,1 m (10,1 ft)
- Área circular: 95,4 m² (1026,7 ft²)
- Peso vacío: 1021 kg (2250,3 lb)
- Peso útil: 1279 kg (2818,9 lb)
- Peso máximo al despegue: 2300 kg (5069,2 lb)
- Planta motriz: 1× turboeje Turbomeca Artouste IIIB.
  - Potencia: 405 kW (558 HP; 551 CV)

### Rendimiento
- Velocidad nunca excedida (Vne): 192 km/h (119 MPH; 104 kt)
- Velocidad crucero (Vc): 120 km/h (75 MPH; 65 kt)
- Alcance: 515 km (278 nmi; 320 mi)
- Radio de acción: km
- Techo de vuelo: 12 442 m (40 820 ft)
- Régimen de ascenso: 3,9 m/s (768 ft/min)

## Operadores
Angola
- Fuerza Aérea de Angola - 2 Lama en servicio.[2]

 Argentina
- Fuerza Aérea Argentina
  - Escuadrón III de Búsqueda y Rescate y Tareas Especiales, Grupo 4 de Caza, IV Brigada Aérea[3] - 5 Lama en servicio.[4] [5]
- Ejército Argentino
  - Sección de Aviación de Ejército de Montaña No 8[3] - 2 Lama en servicio.[4]

 Bolivia
- Ejército de Bolivia - Retirado
- Fuerza Aérea Boliviana
  - Grupo Aéreo de Búsqueda y Salvamento 51, Escuadrón 511[6]

- Retirado
 Chile
- Ejército de Chile
  - Brigada de Aviación del Ejército de Chile-  Retirado.
  - Regimiento de Aviación N.º1, Batallón de Exploración y Reconocimiento[8] - Retirado
- Fuerza Aérea Chilena
  - Grupo de Aviación N°2, Fuerza Aérea de Chile - Retirado.

 Ecuador
- Ejército del Ecuador
  - Brigada de Aviación No.15[9] - 3 Lama en servicio.[10]

 India
- Fuerza Aérea India[11]
  - 17 Wing, 114HU
  - 28 Wing, 131FAC Flt
  - 39 Wing, 132FAC Flt
  - HTS

- En total 24 Cheetah en servicio.
- Armada India - 48 Cheetah en servicio.[12]

 Marruecos
- Ejército Real Marroquí Air Squadron - 3 Lama en servicio en 2007[13]

 Pakistán
- Armada Pakistaní
  - 8AAsq[14] - 15 unidades en servicio.[15]

 Togo
- Fuerza Aérea de Togo - 2 Lama en servicio[16]